# Маркос Вамвакаріс
Маркос Вамвакаріс (грец. Μάρκος Βαμβακάρης, 10 травня 1905, Сірос — 8 лютого 1972) — один з найвідоміших грецьких музикантів, композиторів та виконавців музики жанру рембетика. Вважається зачинателем цього музичного стилю.

## Біографія
Народився на острові Сірос у родині католиків. Будучи великим грецьким портом Сірос завжди був відомий своєю великою католицькою громадою. Пізніше одна з його найвідоміших пісень буде названа грец. Φραγκοσυριανή (тобто католицька дівчинка із Сіроса).
У 1917 році, коли Вамваракісу виповнилось 12 років, він залишив рідний Сірос і поїхав у Пірей, де працював кілька років вантажником, пізніше шахтарем. Тут він навчився віртуозно грати на бузукі і почав сам писати музику. У той час, і почав приймати гашиш.
У 1933 року була записана перша 78-швидкісна платівка бузукі Вамваракіса, одна сторона якої містила пісню грец. Έπρεπε να 'ρχόσουνα μάγκα μες στον τεκέ μας, з іншого — інструментальну бузукі імпровізацію. Проте 1936 року була введена цензура диктаторським режимом Іоанніса Метаксаса, і музика рембетика була заборонена. Із німецькою окупацією 1940 року настають важкі часи для всієї країни. Пісні Вамваракіса вважаються застарілими або ж невчасними. Визнання до майстра приходить лише наприкінці життя. У 1970-ті роки музика рембетика стала популярною навіть серед молоді. Після смерті композитора, його будинок у Ано-Сірос став будинком-музеєм.